# Билаш, Борислав Николаевич
Борислав Николаевич Билаш (9 мая 1929 — 25 февраля 2021) — канадско-украинский лингвист, общественный деятель, исследователь истории украинских школ, поборник мультикультурализма и языковой мозаики в Канаде. Действительный член УСАН.

## Биография
Родился в городе Виннипег (Канада) в семье учителя.
Учился в Манитобском университете. В 1957 году получил степень бакалавра, в 1960 году — магистра. В 1971 году защитил докторскую диссертацию в Украинском свободном университете. В 1969—1975 годах работал ассистентом, а затем советником по вопросам мультикультурализма и современных языков в министерстве культуры. С 1975 года — преподаватель методологии украинского языка в Манитобском университете.
В 1962—1964 годах руководил образовательными курсами ячейки украинской культуры и образования, с 1973 года — председатель Канадской ассоциации учителей украинского языка, первый председатель Всемирного координационного воспитательно-образовательного совета, председатель краевого центра украинских школьных советов, член совещательной группы министерства образования провинции Манитоба, председатель украинского программного комитета при департаменте провинции, несколько раз избирался председателем Манитобской ассоциации современных языков. Автор ряда исследований, в том числе «Англійсько-українське шкільництво в державній системі Манітоби» (Мюнхен Виннипег, 1984).